# Waitea
Waitea — рід грибів родини Ceratobasidiaceae. Назва вперше опублікована 1962 року.

## Класифікація
До роду Waitea відносять 2 види:
- Waitea circinata
- Waitea nuda